# Jiří Novotný (football)
Pour les articles homonymes, voir Jiří Novotný et Novotný.
Jiří Novotný est un footballeur international tchèque, né le 7 avril 1970 à Prague, en Tchécoslovaquie. Il évoluait au poste de milieu de terrain.
Jiří Novotný joue principalement en faveur du Sparta Prague. Avec ce club, il remporte six championnats de Tchécoslovaquie et huit championnats de Tchéquie.

## Palmarès
Avec le Sparta Prague
- Champion de Tchéquie en 1994, 1995, 1997, 1998, 1999, 2000, 2001 et 2003
- Champion de Tchécoslovaquie en 1987, 1988, 1989, 1990, 1991 et 1993
- Vainqueur de la Coupe de Tchéquie en 1996
- Finaliste de la Coupe de Tchéquie en 1994, 2001 et 2002
- Vainqueur de la Coupe de Tchécoslovaquie en 1989 et 1992
- Finaliste de la Coupe de Tchécoslovaquie en 1993